# 李光元
李光元（1575年—1625年），字麟初，號愧菴，江西南昌府进贤县三十五都人，明朝政治人物。

## 生平
万历二十八年（1600年）庚子科順天乡试第六名举人，三十五年（1607年）丁未科會試第七十九名，廷试二甲二十二名進士，都察院觀政，本年七月考選翰林院庶吉士，三十八年二月授编修，四十一年养病，四十七年三月起复除原职，十一月值起居馆纂修，四十八年升右中允兼翰林院编修。泰昌元年十月管撰文官诰敕，为經筵日讲官，天启元年升右谕德兼翰林院侍讲，二年任会试同考官，三年升右庶子兼侍读，四年升少詹士，升礼部右侍郎，协理詹事府，五年卒。

## 家族
曾祖李煆。祖父李良桴。父李涵春。母徐氏。慈侍下。弟光先。